# 한국파프리카생산자자조회
한국파프리카생산자자조회는 회원 상호간 공동체의식으로 연대하여 의무자조금을 조성·운영함으로써 파프리카 산업의 발전과 회원의 권익보호를 그 목적으로 한다.

## 연혁
〇 1999년 3월 한국파프리카생산자단체협의회 발족
〇 2000년 10월 사단법인 한국파프리카생산자자조회 설립 등기
〇 2002년 7월 기타 생산자단체 지정(농림부 고시 제2002-36호)
〇 2016년 12월 의무자조금 설치계획서 승인(농림축산식품부)
〇 2017년 4월 의무자조금 전환을 위한 ‘개정 정관’ 농림부 승인
〇 2017년 7월 파프리카의무자조금 공식 출범

## 주요 사업
〇 경쟁력제고 : 국내외 전문가 재배기술 등 컨설팅 지원, 농약 안전성 관리로 고품질 상품 생산 견인
〇 수급조절 : 동·하작 중첩기 과잉 생산 물량 수급조절로 가격안정 및 농가 소득 증진
〇 수출활성화 : 기존 수출시장 내실화 및 신규 시장 개척 지원 및 선도
〇 유통구조개선 : 전자상거래 등 신유통 경로 활용 지원, 포장재 개발 등 상품성 제고 지원
〇 소비홍보 : 내수 및 수출 촉진을 위한 홍보 및 행사 등을 통해 소비 저변 확대
〇 교육 및 정보제공 : 국내외 선진지 견학 및 연수 지원, 자조금 관련 각종 정보 제공
〇 조사연구 : 자조회 및 파프리카 산업 발전을 위한 각종 연구용역 수행

## 사무국
〇 주소 : 대전광역시 서구 문정로2번길 25 시티빌 2차 201호 (탄방동, 635)
〇 Email : kpga1999@naver.com
〇 Tel : 42)471-9817 / Fax : 042)471-9739

## 같이 보기
- 파프리카